# Margaux-Cantenac
Margaux-Cantenac község Franciaország Új-Aquitania régiójában, Gironde megyében. Új községként 2017. január 1-jén jött létre Margaux és Cantenac korábbi község egyesítésével. 
Az egyesüléskor az új község lélekszáma 2954 fő lett. Lakosainak száma 2844 fő (2022. január 1.).

## Népesség
| Lakosok száma | 2932 | 2965 | 2920 | 2876 | 2832 | 2831 | 2844 |
|               | 2015 | 2017 | 2018 | 2019 | 2020 | 2021 | 2022 |